# Người Tajik (Trung Quốc)
Người Tajik Trung Quốc (Sariquli Tajik: tudʒik, Tujik; Giản thể: 塔吉克族, Bính âm: Tǎjíkè Zú, Hán Việt: Tháp Cát Khắc tộc), là nhóm dân tộc Tajik sống ở Khu tự trị Uyghur Tân Cương tại Cộng hòa Nhân dân Trung Hoa. 
Họ được chính quyền Trung Quốc công nhận là một trong 56 dân tộc chính thức tại Trung Quốc.

## Phân bố
Người Tajik ở Trung Quốc có khoảng 45.000 (2020). Trước đây năm 2000 là 41.028 theo China.org.cn. Họ sinh sống tại miền tây Tân Cương và 60% tập trung tại  Huyện tự trị dân tộc Tajik Tashkurgan.
Mặc dù tên gọi "Tajik" được dùng để chỉ họ, người Tajik tại Trung Quốc không nói được tiếng Tajik (một phương ngữ của tiếng Ba Tư). Đầu thế kỷ 20 những nhà thám hiểm đến khu vực đã gọi họ là người Sarikol, "Người Tajik miền núi" hay Ghalcha.

## Tôn giáo
Người Tajik tại Trung Quốc theo giáo phái Nizari Ismail của Hồi giáo Shia.